# Colletes rufosignatus
Colletes rufosignatus är en biart som beskrevs av Cockerell 1918. Colletes rufosignatus ingår i släktet sidenbin, och familjen korttungebin. Inga underarter finns listade i Catalogue of Life.